# Foreauella orthothecia
Foreauella orthothecia är en bladmossart som beskrevs av Hugh Neville Dixon och Potier de la Varde 1937. Foreauella orthothecia ingår i släktet Foreauella och familjen Sematophyllaceae. Inga underarter finns listade i Catalogue of Life.